# Angriff bis zum Äußersten
Der Angriff bis zum Äußersten (wohl aus frz. offensive à outrance entlehnt; wörtlich eigentlich attaque à outrance) – auch bekannt als Angriff ohne Rücksicht auf Verluste – ist eine Militärdoktrin, die unter anderem in der Zeit vor dem Ersten Weltkrieg in vielen europäischen Armeen verbreitet war. Sie behauptete, das geballte Voranstürmen bewaffneter Kräfte könne in einer Schlacht den Sieg erzwingen. Rückblickend wird auch von einem „Kult der Offensive“ gesprochen, der zum sinnlosen Massensterben auf den Schlachtfeldern des Ersten Weltkriegs beigetragen habe. Der Begriff wird häufig vor allem auf Frankreich bezogen, allerdings wurde diese Doktrin auch von allen anderen Kriegsparteien praktiziert.

## Geschichte

### Frankreich
Im imperialistisch-nationalistischen oder militaristischen Zusammenhang wurde militärischer Mut verherrlicht („standhaft bis zum Tod“). So wurde in Frankreich vom cran (zu Dt. so viel wie „Mumm“) oder élan gesprochen, der den französischen Soldaten besonders auszeichne. Dies erinnert an den keltischen Wagemut (frz. audace celtique), der von Julius Caesar in seinem Buch De bello Gallico beschrieben wurde und den früher fast jeder Latein-Lernende kannte.
Im Italienischen gibt es den Begriff furia francese; er beschreibt ebenso das „Sich-in-eine-Gefahr-stürzen“ und dabei „die Lebensgefahr ignorieren“. Dahinter stand in Frankreich letztlich der Gedanke, dass das im Deutsch-Französischen Krieg verlorene Elsass-Lothringen nur durch bedingungslosen Angriff zurückzugewinnen sei. Führende Vertreter dieser Denkrichtung waren in Frankreich vor allem Ferdinand Foch, Lehrer an und später Leiter der École supérieure de guerre (1907–1911), und sein Schüler Louis Loyzeau de Grandmaison. Sie betrachteten die Doktrin als Mittel zum Zweck, den objektiven deutschen Vorteil der höheren Bevölkerungszahl auszugleichen. Eine defensive Grundhaltung wurde von ihnen als Hauptursache der Niederlage im Krieg von 1870/71 bewertet. Die Armee sollte in einem offensiven Geist erzogen werden, um ohne Rücksicht auf gegnerische Absichten und Manöver ihr Ziel verfolgen zu können.

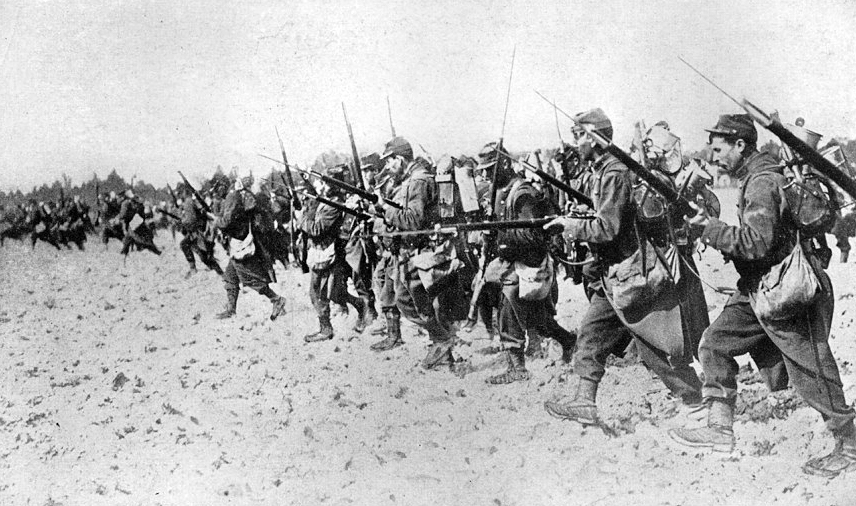
Französische Infanterie beim Bajonettangriff

1911 – seit der Ernennung von Joseph Joffre zum Generalstabschef – ging Frankreich von einer eher defensiven zu einer offensiven Militärdoktrin über: „Unter seiner Leitung gab man die für mehrere Dekaden verbindliche Maxime der Defensive auf und nahm einen Primat des uneingeschränkten Angriffs an.“ Mittel war nun eine Offensive mit allen verfügbaren Kräften, um einen „lähmenden Präventivschlag“ auszuführen; zuvor hatte man begrenzte Gegenangriffe geplant. Unter Joffre entstand der „Plan XVII“, der ein mögliches französisches Vorgehen gegen einen deutschen Angriff (der 1914 gemäß dem Schlieffen-Plan stattfand) enthielt. Die Doktrin floss in den Plan und das Reglement von 1913 ein; das Resultat waren die äußerst verlustreichen, frontal geführten Grenzschlachten im August 1914.
Eine berühmt gewordene Meldung von General Foch, gerichtet an Joffre, vom 8. oder 9. September 1914 (Schlacht an der Marne) illustriert diese Einstellung, die im Offizierskorps weit verbreitet war:

« Pressé sur ma droite, mon centre commence à céder. Impossible de me mouvoir. Situation excellente. J’attaque. »

„Meine rechte Flanke steht unter Druck, das Zentrum meiner Armee fängt an nachzugeben. Unmöglich mich zu bewegen. Exzellente Situation. Ich greife an.“

Bei Offensiven à outrance starben 1914 bis 1918 etwa 400.000 französische Soldaten; das war ein Drittel der im Sommer 1914 Mobilisierten.
In der Zwischenkriegszeit änderte sich die Einstellung in der französischen Armee wieder. Ausdruck dieser nun defensiveren Einstellung war die Maginot-Linie (gebaut 1930–1940).

### Österreich-Ungarn
1906 wurde Franz Conrad von Hötzendorf auf Vorschlag seines Freundes, des Thronfolgers Franz Ferdinand, zum Chef des Generalstabs der „Bewaffneten Macht“ ernannt. Er war damit der operativ Verantwortliche für den allfälligen Kriegseinsatz der k.u.k. Armee, der k.u.k. Kriegsmarine, der k.k. Landwehr und des k.u. Honvéd und ausschließlich dem Kaiser und König als Oberbefehlshaber (und dem von ihm aus Altersgründen bestellten Vertreter, bis 1914 Franz Ferdinand, danach der Armeeoberkommandant) unterstellt.
Conrad verfasste mehrere Schriften (Liste hier), darunter 1898/99 das Handbuch Zum Studium der Taktik. Darin nennt er als Grundgedanke der österreichisch-ungarischen Militärführung: Offensive und Angriff – um jeden Preis.
Conrads Lebensauffassung wurde der „Aktivismus“, worunter er angriffsfreudige Entschlusskraft, zielbewussten Tatendrang und unbeugsamen Willen verstand. Schon im April 1907 schlug Conrad vor, Italien in einem Präventivkrieg „niederzuwerfen“, ein Vorschlag, den er immer wieder vorbringen sollte. Conrad spielte eine wichtige Rolle in der Julikrise, die zum Ausbruch des Ersten Weltkrieges führte.
Das Resultat dieser Einstellung waren die extrem hohe Verluste, die der Friedensstamm des Heeres in Galizien erlitt und die nicht wieder ersetzt werden konnten. Man hatte übersehen oder ignoriert, dass man zwei Armeen gegenüberstand (Russland und Serbien), die im 20. Jahrhundert bereits große Kämpfe geführt hatten und die strategisch und taktisch daraus gelernt hatten.

### Italien
Italien, das 1914 neutral geblieben war, trat im Frühjahr 1915 (Londoner Vertrag) in den Krieg gegen Österreich-Ungarn ein und begann einen groß angelegten Gebirgskrieg.
General Luigi Cadorna wählte zu Beginn eine konservative, veraltete Angriffstaktik. Seine Soldaten gingen dicht gedrängt und gestaffelt vor, was alle anderen kriegsführenden Länder wegen der außerordentlich hohen Verluste durch Maschinengewehrfeuer der Verteidiger seit langem vermieden. Außerdem war Cadorna zu zögerlich und verschenkte so des Öfteren bereits erkämpfte Anfangserfolge.
Allein 1915 verloren die Italiener etwa 175.000 Mann, namentlich in den ersten vier Isonzoschlachten.

### Deutschland – Mythos von Langemarck
Von Ende Oktober bis zum 10. November 1914 kam es bei Ypern wiederholt zu verlustreichen Kämpfen, der Ersten Flandernschlacht. Die Oberste Heeresleitung glorifizierte die Verluste mit der Falschmeldung, bei Langemarck hätten junge deutsche Regimenter unter dem Gesang „Deutschland, Deutschland über alles“ die vordersten gegnerischen Stellungen eingenommen. Diese Meldung setzte den Mythos von Langemarck in die Welt, der bis in die NS-Zeit hinein existierte und der den angeblichen Opfertod einer jungen, gebildeten deutschen Generation verherrlichte. Mit den Kämpfen bei Ypern endete der Bewegungskrieg. An der deutschen Westfront entstand nun ein ausgedehntes System aus Schützengräben (Grabenkrieg). Das Elend, die Sinnlosigkeit und die enormen psychischen Belastungen des Grabenkrieges (siehe Kriegszitterer, Kriegstrauma) mögen dazu beigetragen haben, die Offensive à outrance zu verherrlichen: Kämpfende und Offiziere hatten das Gefühl bzw. Bedürfnis, den 'gordischen Knoten zerschlagen’ zu wollen, um dem Grabenkrieg irgendwie ein Ende zu machen.

### Englisch
- Douglas Porch: The March to the Marne: The French Army 1871–1914. Cambridge University Press, 2003, ISBN 0-521-54592-7.
- Jack Snyder: The Ideology of the Offensive: Military Decision Making and the Disasters of 1914. Cornell University Press, Ithaca, 1984, ISBN 0-8014-8244-5; Cornell Paperbacks, 1989, ISBN 978-0-8014-8244-1.

### Französisch
- Dimitry Queloz: De la manœuvre napoléonienne à l'offensive à outrance. La tactique générale de l'armée française – 1871–1914. Paris, Éditions Économica, 2009, ISBN 978-2-7178-5685-9; Dissertation, 2006 Université de Neuchâtel, (online)
- Jean-Claude Delhez: Douze mythes de l'année 1914, Paris, Economica,[9] ISBN 978-2-7178-6594-3.
- Jean-Marc Marril: L’offensive à outrance : une doctrine unanimement partagée par les grandes puissances militaires en 1914, Revue historique des armées, Heft 274, 2014 (online)